# Facundo Castelli
Facundo Castelli (Nono, Argentina; 18 de febrero de 1995) es un futbolista argentino. Juega de delantero y su equipo actual es Emelec de la Serie A de Ecuador, a préstamo desde Estudiantes (BA).

## Trayectoria
Castelli comenzó su carrera en el Instituto de Córdoba, donde debutó con el primer equipo el 23 de julio de 2014 en la victoria por 1-3 sobre Arsenal por la Copa Argentina. Disputó cinco temporadas de la Primera B Nacional con el club.
Para la temporada 2019-20, Castelli fue cedido al Sarmiento de Junín, donde jugó once encuentros en la segunda categoría.
En marzo de 2021, Castelli fichó en el Deportivo Maipú. El club lo envió a préstamo al Estudiantes de Buenos Aires en junio de 2022, con opción de compra.
Estudiantes fichó al jugador al término de la temporada, y lo envió a préstamo al Central Córdoba de Santiago del Estero en la Primera División de Argentina.
En julio de 2023 fue cedido por seis meses a Delfín Sporting Club de la Serie A de Ecuador. Dejó el club a finales de diciembre, después de haber marcado cuatro goles en 12 partidos jugados.
El 10 de enero de 2024 fue anunciado como nuevo refuerzo de Emelec a préstamo por un año.

## Estadísticas
Actualizado al último partido disputado el 3 de agosto de 2025.
| Club                            | Div.          | Temporada     | Liga  | Liga  | Copas nacionales | Copas nacionales | Copas internacionales | Copas internacionales | Total | Total |
| Club                            | Div.          | Temporada     | Part. | Goles | Part.            | Goles            | Part.                 | Goles                 | Part. | Goles |
| ------------------------------- | ------------- | ------------- | ----- | ----- | ---------------- | ---------------- | --------------------- | --------------------- | ----- | ----- |
| Instituto (C) Argentina         | 2.ª           | 2014          | 0     | 0     | 1                | 0                | —                     | —                     | 1     | 0     |
| Instituto (C) Argentina         | 2.ª           | 2015          | 3     | 0     | 0                | 0                | —                     | —                     | 3     | 0     |
| Instituto (C) Argentina         | 2.ª           | 2016          | 0     | 0     | 0                | 0                | —                     | —                     | 0     | 0     |
| Instituto (C) Argentina         | 2.ª           | 2016-17       | 26    | 1     | 0                | 0                | —                     | —                     | 26    | 1     |
| Instituto (C) Argentina         | 2.ª           | 2017-18       | 16    | 6     | 1                | 0                | —                     | —                     | 17    | 6     |
| Instituto (C) Argentina         | 2.ª           | 2018-19       | 13    | 0     | 0                | 0                | —                     | —                     | 13    | 0     |
| Instituto (C) Argentina         | 2.ª           | 2020-21       | 2     | 0     | 0                | 0                | —                     | —                     | 2     | 0     |
| Instituto (C) Argentina         | Total club    | Total club    | 60    | 7     | 2                | 0                | 0                     | 0                     | 62    | 7     |
| Sarmiento (J) Argentina         | 2.ª           | 2019-20       | 11    | 0     | 0                | 0                | —                     | —                     | 11    | 0     |
| Sarmiento (J) Argentina         | Total club    | Total club    | 11    | 0     | 0                | 0                | 0                     | 0                     | 11    | 0     |
| Deportivo Maipú Argentina       | 2.ª           | 2021          | 26    | 4     | 0                | 0                | —                     | —                     | 26    | 4     |
| Deportivo Maipú Argentina       | 2.ª           | 2022          | 17    | 2     | 0                | 0                | —                     | —                     | 17    | 2     |
| Deportivo Maipú Argentina       | Total club    | Total club    | 43    | 6     | 0                | 0                | 0                     | 0                     | 43    | 6     |
| Estudiantes (BA) Argentina      | 2.ª           | 2022          | 21    | 6     | 0                | 0                | —                     | —                     | 21    | 6     |
| Estudiantes (BA) Argentina      | Total club    | Total club    | 21    | 6     | 0                | 0                | 0                     | 0                     | 21    | 6     |
| Central Córdoba (SdE) Argentina | 1.ª           | 2023          | 4     | 0     | 0                | 0                | —                     | —                     | 4     | 0     |
| Central Córdoba (SdE) Argentina | Total club    | Total club    | 4     | 0     | 0                | 0                | 0                     | 0                     | 4     | 0     |
| Delfín S. C. · Ecuador          | 1.ª           | 2023          | 12    | 4     | 0                | 0                | —                     | —                     | 12    | 4     |
| Delfín S. C. · Ecuador          | Total club    | Total club    | 12    | 4     | 0                | 0                | 0                     | 0                     | 12    | 4     |
| Emelec · Ecuador                | 1.ª           | 2024          | 13    | 4     | 0                | 0                | —                     | —                     | 13    | 4     |
| Emelec · Ecuador                | 1.ª           | 2025          | 17    | 5     | 1                | 0                | —                     | —                     | 18    | 5     |
| Emelec · Ecuador                | Total club    | Total club    | 30    | 9     | 1                | 0                | 0                     | 0                     | 31    | 9     |
| Total carrera                   | Total carrera | Total carrera | 181   | 32    | 3                | 0                | 0                     | 0                     | 184   | 32    |